# اچ‌ام‌اس مونتروز (دی۰۱)
اچ‌ام‌اس مونتروز (دی۰۱) (به انگلیسی: HMS Montrose (D01)) یک کشتی بود که طول آن ۳۲۰ فوت (۹۸ متر) بود. این کشتی در سال ۱۹۱۹ ساخته شد.